# Le Fils prodigue (ballet)
Pour les articles homonymes, voir Le Fils prodigue.
Le Fils prodigue est un ballet en 3 tableaux de George Balanchine, musique de Sergueï Prokofiev, livret de Boris Kochno, décors et costumes de Georges Rouault.
Inspirée de la parabole biblique de l'évangile selon saint Luc, l'œuvre est créée par les Ballets russes de Serge de Diaghilev à Paris le 21 mai 1929 avec, pour interprètes principaux, Serge Lifar et Félia Doubrovka, sous la baguette du chef Henri Defossé.
C'est la dernière création des Ballets russes, avant la disparition de Diaghilev trois mois plus tard.